# Pfalz-Zweibrücken-Birkenfeld

Wappen Pfalzgraf Georg Wilhelms von Pfalz-Birkenfeld

Pfalz-Birkenfeld oder Pfalz-Zweibrücken-Birkenfeld war der Name einer Nebenlinie der pfälzischen Wittelsbacher, die ab 1569 blühte. Die Pfalzgrafen aus diesem Zweig herrschten über den pfälzischen Anteil an der Hinteren Grafschaft Sponheim. Bedeutung erlangte die Nebenlinie vor allem in genealogischer Hinsicht, denn  die Könige von Bayern und die Herzöge in Bayern und alle heute lebenden Wittelsbacher entstammen dieser Linie.

## Geschichte

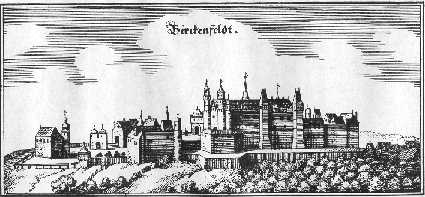
Schloss Birkenfeld um 1645 nach Merian

Stammvater der Linie war Karl I. von Pfalz-Zweibrücken-Birkenfeld. Er war ein Sohn Herzog Wolfgangs von Pfalz-Zweibrücken. Als Wolfgang 1569 starb, hinterließ er den pfälzischen Anteil an der Hinteren Grafschaft Sponheim seinem fünften Sohn Karl. Dieser machte um 1594 Birkenfeld zu seiner Residenz und sicherte sich 1595 durch den Kastellauner Vertrag mit dem badischen Mitgemeinsherren Eduard Fortunat in den Ämtern Birkenfeld und Allenbach alleinige Herrschaftsrechte (bis 1671). Durch ihn wurde das Birkenfelder Schloss wesentlich ausgebaut.
Nach Karls Tod 1600 wurde sein Sohn Georg Wilhelm Nachfolger in Birkenfeld, der bis 1669 regierte. In seinem Todesjahr 1669 legte Georg Wilhelm den Grundstein zu einer Schlosskirche, die im Sommer 1671 vollendet und die Begräbnisstätte der Pfalz-Birkenfelder wurde. Ihm folgte als letzter der direkten Linie Karl Otto, der 1671 starb, ohne männliche Erben zu hinterlassen.
Erbberechtigt waren Karl Ottos Vettern, die beiden Söhne von Georg Wilhelms jüngerem Bruder Christian I. Christian II. als der ältere trat das Erbe an, während Karl mit einer Geldrente abgefunden wurde und in Gelnhausen die nicht regierende Linie Pfalz-Birkenfeld-Gelnhausen begründete. Christian II. wohnte wechselweise in Bischweiler und Rappoltstein. 1705 siedelte er, bereits 68 Jahre alt, nach Birkenfeld über, und überließ Bischweiler und Rappoltstein der Verwaltung seines Sohnes.
Sein Sohn Christian III. löste 1717 nach dem Tod des Vaters die Hofhaltung in Birkenfeld auf und residierte überwiegend in Bischweiler bzw. ab 1734, in welchem Jahr er das Herzogtum Pfalz-Zweibrücken übernahm, in Zweibrücken.
Auf ihn folgte sein Sohn Christian IV. Nach Christians Tod 1775 übernahm sein Neffe Karl II. August die Regentschaft.
1776 erfolgte die bereits von Christian IV. vorbereitete Realteilung der Hinteren Grafschaft Sponheim, der sich Karl II. August nicht entgegenstellte. Man war übereingekommen, dass der badische Gemeinsherr die Teilung vornehmen, der pfälzische sich anschließend seinen Teil aussuchen sollte. Man hatte vielleicht badischerseits gehofft, dass sich Karl II. August für den Teil entscheiden würde, der an sein Territorium angrenzte und in dem auch mit Birkenfeld der Stammsitz der Familie lag; allerdings entschied sich Karl II. August zugunsten des Moselgebietes um Trarbach, so dass 1776 das Birkenfelder Gebiet in alleinigen badischen Besitz kam.
1799 wurde Herzog Max Joseph, der jüngere Bruder von Karl II. August, Kurfürst zu Pfalzbayern und später König von Bayern, während die Linie Pfalz-Gelnhausen, die weiterhin nicht regiert, die Herzöge in Bayern stellte.

## Pfalzgrafen von Birkenfeld

### Pfalz-Birkenfeld
- 1584–1600: Karl I.
- 1600–1669: Georg Wilhelm
- 1669–1671: Karl II. Otto

### Pfalz-Birkenfeld-Bischweiler-Rappoltstein
- 1671–1717: Christian II.
- 1717–1735: Christian III., 1733 Pfalzgraf und Herzog von Pfalz-Zweibrücken

- 1735–1775: Christian IV., Pfalzgraf und Herzog von Pfalz-Zweibrücken
- 1775–1776: Karl II. August, Pfalzgraf und Herzog von Pfalz-Zweibrücken

## Grablegen

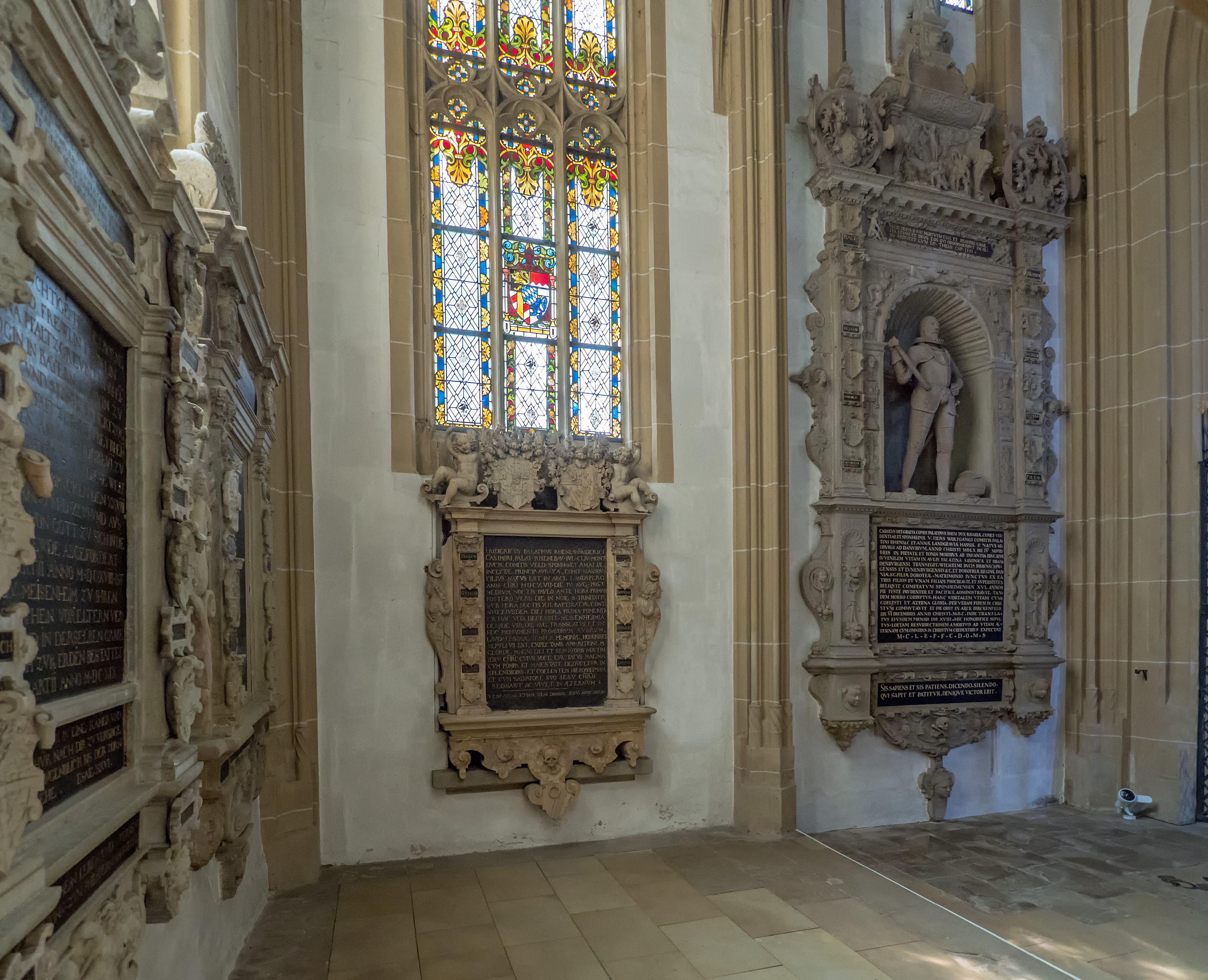
Grabkapelle in der Schlosskirche von Meisenheim

Mitglieder der im Schloss Birkenfeld residierenden Fürstenfamilie wurden ursprünglich in der Hofkirche auf dem Schloss beigesetzt. Anlässlich der Realteilung der Hinteren Grafschaft Sponheim kam Birkenfeld 1776 an Baden. Am 9. Juli 1776 wurden daher 12 Särge aus der Hofkirche auf dem Schloss Birkenfeld nach Meisenheim gebracht und umgebettet. Es waren die sterblichen Überreste von 1) Carl Wilhelm, † 1660. 2) Clara Sybilla, Tochter des Georg Wilhelm, † 1628. 3) Elisabeth Juliane, ihre Schwester. 4) Dorothea, Gemahlin Carls I., † 1649. 5) Dorothea v. Solms, Gemahlin von Georg Wilhelm, † 1625. 6) Georg Wilhelm, † 1669. 7) Anna Elisabeth v. Oettingen, 2. Gemahlin von Georg Wilhelm, † 1691. 8) Carl Otto, † 1671. 9) Margaretha Hedwig v. Hohenlohe, Gemahlin von Carl Otto, † 1676. 10) Christian II., † 1717. 11) Hedwig Eleonora Maria, Tochter von Carl Otto, † 1721. 12) Charlotte Sophia Elisabeth, Tochter von Carl Otto, † 1708 zu Allenbach. – Ferner ruhen in Meisenheim Carl I., † 1600, seine Schwester Maria Christiane und sein Vater Wolfgang, Christian I., III., IV.; überhaupt sind 40 pfalzgräfliche Leichname in Meisenheim beigesetzt.

## Belege
1. ↑  Wild 1982, S. 76
2. ↑  Wild 1982, S. 77
3. ↑  Wild 1982, S. 122
4. ↑  Wild 1982, S. 78
5. ↑  Wild 1982, S. 79
6. ↑  Wild 1982, S. 45
7. ↑  Christian Friedrich Upmann: Beiträge zur Geschichte des Fürstenthums Birkenfeld. In: Jahresbericht der Gesellschaft für nützliche Forschungen zu Trier über die Jahre 1861 und 1862. Trier 1864, S. 37–64. Google Books, zu den Grablegen S. 61.